# Friederike Kromp
Friederike „Fritzy“ Kromp (* 2. Januar 1985 in Würzburg) ist eine deutsche Fußballtrainerin, die seit Juli 2025 Cheftrainerin der Frauen-Mannschaft von Werder Bremen ist.
Friederike Kromp wurde 1985 in Würzburg geboren und wuchs in Eisingen auf. Die Schule beendete sie mit dem Abitur.

## Frühe Karriere und Ausbildung
Obwohl ihre Fußballkarriere 2003 durch eine schwere Fußverletzung beendet wurde, interessierte sich Kromp weiter für Fußball: Sie absolvierte ein Freiwilliges soziales Jahr beim Bayerischen Fußball-Verband (BFV) und studierte in München Sportwissenschaft.
Kromp begann ihre Trainerkarriere im Bayerischen Fußball-Verband, wo sie für die Entwicklung junger Talente verantwortlich war. Sie arbeitete mit verschiedenen Jugendteams des BFV, von U14 bis U18. Im Jahr 2011 erwarb sie als eine von zwei Frauen die UEFA-Pro-Lizenz, die höchste Trainerlizenz im europäischen Fußball, und absolvierte als bislang Jüngste den „DFB Fußballlehrer“.

## DFB und internationale Erfolge
Im Jahr 2012 trat Kromp in den Dienst des Deutschen Fußball-Bundes. Sie wurde Assistenztrainerin der Juniorinnen und gewann als Co-Trainerin in den Jahren 2014, 2016 und 2017 mit der U17-Juniorinnen-Nationalmannschaft dreimal die Europameisterschaft. Von 2019 bis 2023 war Kromp Cheftrainerin der Mannschaft und führte sie 2022 erneut zum Titelgewinn. Zudem war sie Trainerin der deutschen U16-Juniorinnen.
Nach dem Rückzug von Martina Voss-Tecklenburg als Nationaltrainerin 2023 wurde Kromp als Kandidatin für eine Nachfolge von Voss-Tecklenburg beziehungsweise von Interimstrainer Horst Hrubesch gehandelt. Die Wahl fiel jedoch auf Christian Wück.

## Eintracht Frankfurt
Am 1. Juli 2023 übernahm Friederike Kromp gemeinsam mit Co-Trainerin Julia Šimić, mit der sie seit 2021 beim DFB zusammengearbeitet hatte, den Posten der Cheftrainerin der U20-Frauenmannschaft von Eintracht Frankfurt. Gleichzeitig wurde sie zur Nachwuchskoordinatorin ernannt, eine Position, die die Schnittstellenarbeit zwischen den Jugend- und Profiteams beinhaltet.

## Werder Bremen
Seit Juli 2025 ist Kromp Cheftrainerin der ersten Frauenmannschaft von Werder Bremen.

## TV-Expertin
Kromp war ab Ende 2022 als Expertin für das ZDF-Morgenmagazin und das ZDF-Mittagsmagazin im Fernsehen aktiv, wo sie u. a. die Fußball-Weltmeisterschaft 2022 analysierte. Ihre Expertentätigkeit zur Fußball-Europameisterschaft 2024 ebenfalls im ZDF führte zu mehreren Medienberichten über ihre Person.